# Цотти, Карло
Карло Цотти (3 сентября 1982, Фольянизе) — итальянский футболист, вратарь, в настоящее время тренер вратарей клуба «Беневенто».

## Клубная карьера
Цотти начал свою карьеру в «Роме», но его опыт игры в первой команде был ограничен в связи с наличием опытных вратарей, таких как Франческо Антониоли, Иван Пелиццоли и Кристиано Лупателли. Он также должен был конкурировать с другими молодыми вратарями, такими как Джанлука Курчи. В 2004 году он подписал с «Ромой» пятилетний контракт. В 2005 году он был отдан в аренду «Асколи», где так ни разу и не сыграл.
Цотти вернулся в Рим летом 2006 года, но после подписания «Ромой» Жулио Сержио Бертаньоли он стал 4-м вратарём команды. «Рома» безуспешно пыталась сдать Цотти в аренду, в итоге в сезоне 2006/07 он играл в Примавере. В январе 2007 года он был, наконец, сдан в аренду «Сампдории».
В 2008 году Цотти подписал контракт с командой Серии B, «Читтаделлой», этому предшествовало расторжение контракта с «Ромой» по обоюдному согласию. 28 января 2009 года он присоединился к «Беллинцоне».
В сентября 2012 года Цотти присоединился к «Вилю». В матче против «Винтертура» он был вынужденно заменён из-за травмы.

## Международная карьера
Он был в составе молодёжной сборной Италии, которая выиграла чемпионат Европы 2004 года, но всё время просидел в замене.